# Ectephrina dictynna
Ectephrina dictynna är en fjärilsart som beskrevs av Butler 1878. Ectephrina dictynna ingår i släktet Ectephrina och familjen mätare. Inga underarter finns listade i Catalogue of Life.